# Lipkens

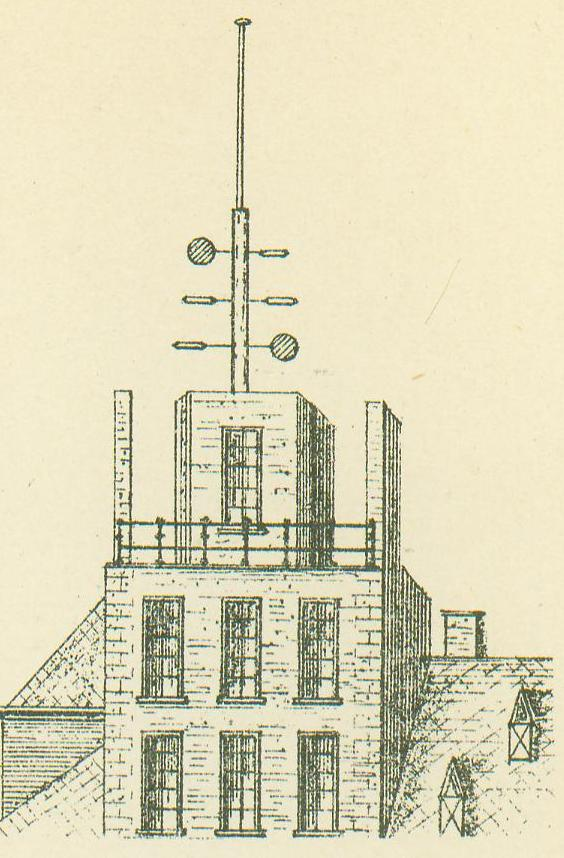
Lipkens' telegraaf

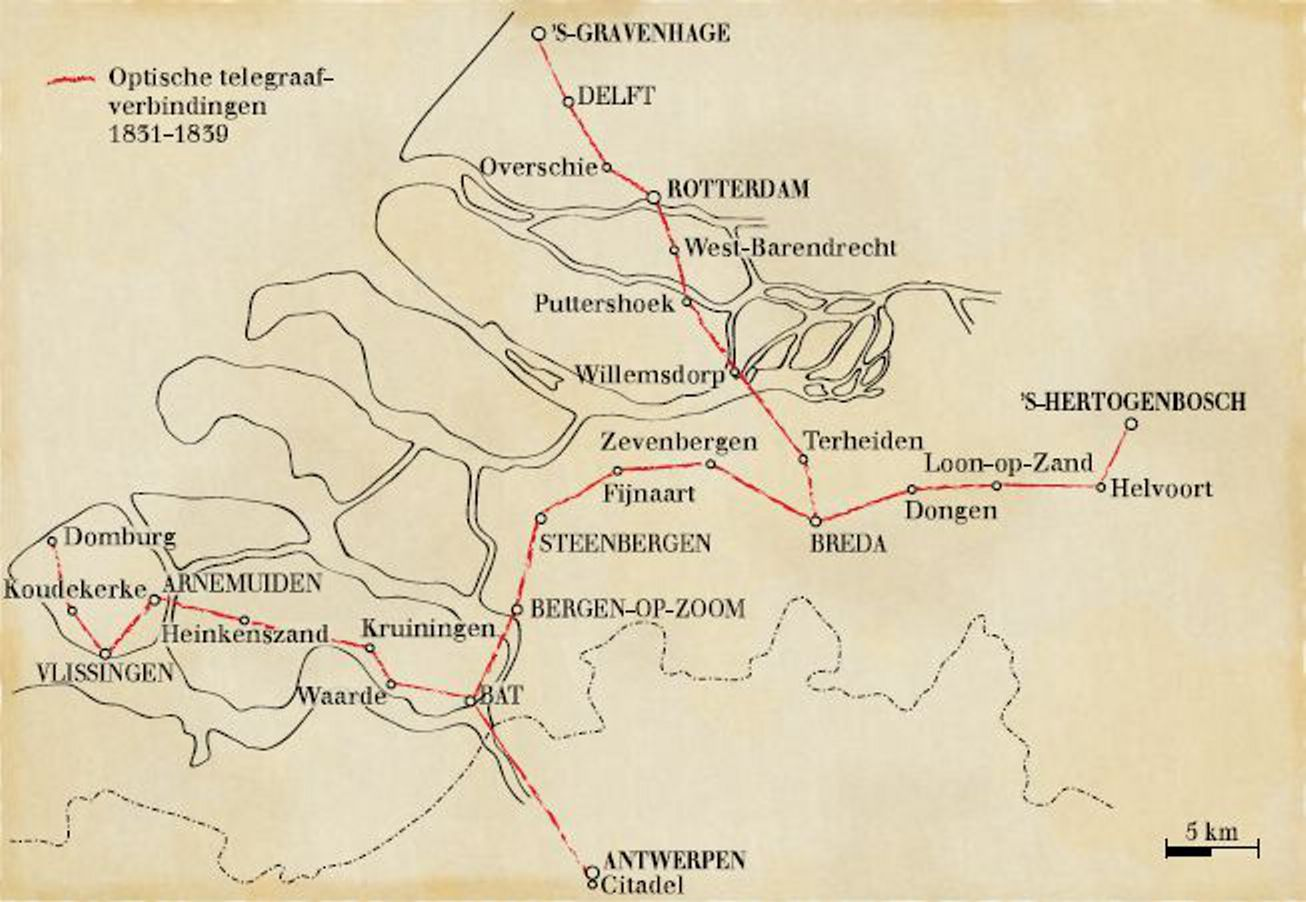
Kaart met Lipkens verbindingen

De Lipkens is een optische telegraaf ontwikkeld door Antoine Lipkens. In 1831 vroeg de Nederlandse regering Antoine Lipkens om snel met een telecommunicatiesysteem te komen. Men wilde niet de kerkspitsen opnieuw aanpassen, zoals nodig was voor de telegrafen van Claude Chappe. Verder moest het systeem makkelijk te bedienen zijn, want er was geen tijd en geld om nieuwe telegrafisten op te leiden.
Ten tijde van de Franse overheersing was de Chappe-telegraaf de verbinding tussen Amsterdam en Parijs. Maar omdat deze telegraaf zwaar was, moesten kerktorens ervoor aangepast worden. Tussen het einde van de Franse overheersing en 1831 waren vele kerktoren alweer in oude staat hersteld. Lipkens heeft het idee voor zijn telegraaf afgekeken van de Engelse marine. Maar ook dit systeem was te zwaar en moest dus aangepast worden.

## Ontwerp en werking
De uiteindelijke Lipkens bestond uit zes grote ronde panelen, bevestigd aan assen die uit de kerktoren staken. De panelen waren gemiddeld één meter in diameter en werden gemaakt van wilgentenen, waardoor de wind erdoorheen waaide. De panelen konden draaien. Een verticaal paneel was zichtbaar en horizontaal niet-zichtbaar. Op die manier ontstond een binair systeem van 63 (26-1) tekens. Bij het systeem hoorde een seinboek samengesteld door ingenieur G. Jooss. Met het seinboek konden de berichten ook gecodeerd verzonden worden.
De Lipkens was zo gemaakt dat het volgende sein al ingesteld kon worden, terwijl het huidige sein bleef staan. Als de seinmeester zag dat zijn sein op het volgende station juist was overgenomen, kon hij met één trek aan de hendel het nieuwe sein instellen. Hiermee was de Lipkens de snelste optische telegraaf die we ooit gekend hebben.

## Traject
Lipkens idee werd gerealiseerd en op een aantal hoge gebouwen, meest kerktorens, werd het systeem aangebracht. Vanuit Den Haag of Delft werd een bericht gestuurd naar Rotterdam (Nieuwe Wester Hoofdpoort), Barendrecht, Puttershoek, Willemsdorp, Terheijden om dan na 25 minuten aan te komen in Breda. Elke seinpost werd bemand door twee seiners, die elke vijf minuten door een verrekijker moesten kijken, of er een nieuw bericht was. Ze hadden een codeboek bij zich, omdat de seintaal was beveiligd en regelmatig werd veranderd.
In 11 dagen kwam de verbinding tussen Den Haag en Breda gereed. Het kwam twee dagen te laat in dienst om nog van belang te zijn voor de Tiendaagse Veldtocht (2-12 augustus 1831). De lijn werd later verlengd tot Den Bosch en kwam onder beheer van de topografische dienst van het ministerie van Oorlog. De Koninklijke Marine gaf een opdracht voor een tweede lijn tussen Breda en de citadel van Antwerpen met een aftakking naar Vlissingen. Het stuk naar Antwerpen is nooit gebruikt omdat het Nederlandse leger de citadel in 1832 had verlaten. De overige telegraafverbindingen bleven echter operationeel tot de vrede met België in 1839.